# Nowe Szwejki
Nowe [pronunciación en polaco: /ˈnɔvɛ ˈʂfɛi̯ki/] es un pueblo ubicado en el distrito administrativo de Gmina Sadkowice, dentro del condado de Rawa, Voivodato de Łódź, en el centro de Polonia. Se encuentra a unos 4 kilómetros al norte de Sadkowice, a 19 kilómetros al este de Rawa Mazowiecka, y a 73 kilómetros al este de la capital regional Łódź.